# Ronania
Ronania là một chi lớn các loài bướm đêm thuộc họ Erebidae.